# Gesù e Maria
Gesù e Maria, även Santissimi Nomi di Gesù e Maria in Via Lata, är en kyrkobyggnad i Rom, helgad åt Jesu och Marie allraheligaste namn. Kyrkan är belägen vid Via del Corso i Rione Campo Marzio. "Via Lata" var det tidigare namnet på Via del Corso. Kyrkan Gesù e Maria tillhör församlingen San Giacomo in Augusta.

## Kyrkans historia
I början av 1600-talet förvärvade en grupp oskodda augustinermunkar ett stycke mark i norra delen av Rom. Marken bestod bland annat av en trädgård. I östra delen av denna trädgård, vid dagens Via del Babuino, var ett litet oratorium beläget — Oratorio di Sant'Antonio degli Agostiniani. Munkarna ansåg dock, att detta oratorium var för litet och beslutade sig för att uppföra en egen kyrka. Kyrkbygget inleddes 1633 med Carlo Buzzi som arkitekt och i februari 1636 öppnades kyrkan för allmän gudstjänst, trots att den inte var fullbordad. Det tog tid för munkarna att samla ihop medel för kyrkans färdigställande och mellan 1671 och 1674 slutförde Carlo Rainaldi byggnationen. Interiördekorationen, som utfördes mellan 1678 och 1690, bekostades av Giorgio Bolognetti (1595–1686), biskop av Rieti.
I kyrkan firas tridentinsk mässa regelbundet.

## Konstverk i urval
- Giacinto Brandi: Jungfru Marie kröning (högaltarmålningen)
- Giuseppe Mazzuoli: Den helige Johannes Döparen (staty)
- Giuseppe Mazzuoli: Den helige Johannes Evangelisten (staty)
- Giacinto Brandi: Jungfru Marie förhärligande (takfresken)
- Ercole Ferrata: Gravmonument över Giulio del Corno
- Domenico Guidi: Gravmonument över Camillo del Corno
- Francesco Aprile: Gravmonument över Pietro och Francesco Bolognetti
- Francesco Cavallini: Gravmonument över Mario Bolognetti
- Francesco Cavallini: Gravmonument över Giorgio Bolognetti
- Lorenzo Ottoni: Gravmonument över Ercole och Giovanni Luigi Bolognetti
- Lorenzo Ottoni: Den helige Josef med en blomsterstång
- Rinaldo Rinaldi: Gravmonument över Giuseppe Cini
- Ermenegildo Costantini: Den heliga Anna med den unga Jungfru Maria och den helige Antonius (1765)
- Pietro Labruzzi: De heliga Augustinus och Monica vördar Madonna del Divino Aiuto (1793)
- Giulio Cartari (endast bysten): Gravmonument över Flavia Bonelli d'Altomare (1691)
- Giacinto Brandi: Den heliga Familjen
- C. Garofali: Den helige Tomas av Villanova (1879)

## Bilder

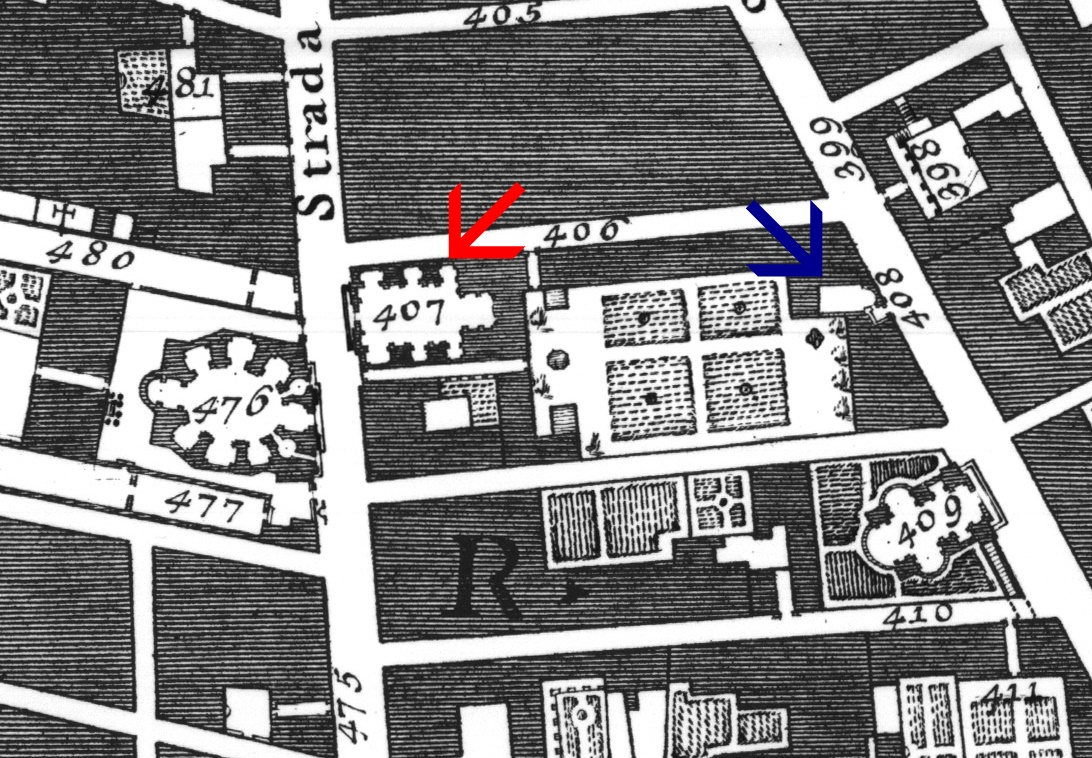
Gesù e Maria (nummer 407 vid den röda pilen) på Giovanni Battista Nollis Rom-karta från 1748. (Nummer 408 vid den blå pilen anger det sedermera rivna Oratorio di Sant'Antonio degli Agostiniani.)
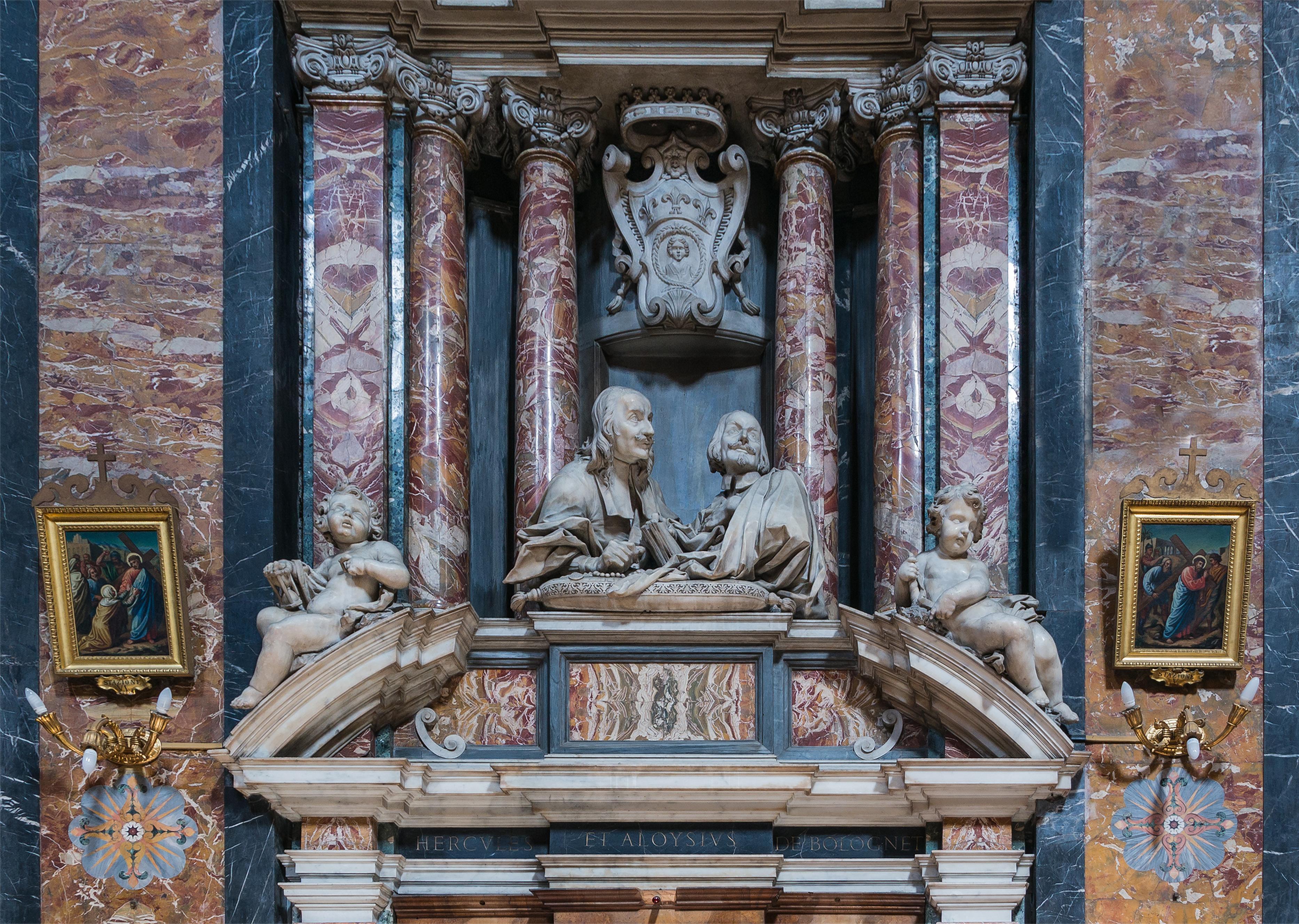
Gravmonument över Ercole och Giovanni Luigi Bolognetti av Lorenzo Ottoni.